# Börtingtjärnarna (Sorsele socken, Lappland, 723987-157595)
Börtingtjärnarna är en sjö i Sorsele kommun i Lappland och ingår i Umeälvens huvudavrinningsområde.